# Rappensteintunnel
Der Rappensteintunnel ist ein 377 m langer, zweigleisig ausgebauter Eisenbahntunnel im Zuge der Hochrheinbahn.

## Geografie und Geologie
Mit dem Tunnel unterquert die Hochrheinbahn bei Laufenburg (Baden) im Streckenkilometer 311 den Rappenstein. Der Rappenstein besteht aus Gneis und an ihn lehnt sich die Altstadt von Laufenburg an. Der steil aufragende Felsen am Rhein konnte mit den für den Eisenbahnbau zulässigen Radien nicht umfahren werden, so dass nur ein Tunnel in Frage kam. Der Gneis ist sehr hart und bereitete beim Tunnelbau große Probleme.

## Geschichte
Die Arbeit an dem Tunnel wurde 1854 begonnen. Da Dynamit zum Zeitpunkt des Baus noch nicht zur Verfügung stand, wurde der Tunnel ausschließlich im bergmännischen Vortrieb gegraben. Am 8. September 1856 gelang nach zwei Jahren der Durchstich. Die Ingenieure hatten sich bei dem erforderlichen Aufwand für den Tunnelbau völlig verschätzt: Statt der ursprünglich veranschlagten 30.000 Gulden kostete das Bauwerk schließlich mehr als 3 Mio. Gulden, eine Kostenüberschreitung von 10.000 %. Der Tunnel kostete damit etwa genauso viel wie der Bau der übrigen Strecke. Als „triumphales Signal des Sieges über den Berg“ erhielten die beiden Tunnelportale prächtige Verkleidungen mit Zinnen, Ecktürmen und Zyklopenmauerwerk, die aus dem Gneis des Berges selbst hergestellt wurden.
Der Tunnel wurde zusammen mit dem Abschnitt der Hochrheinbahn von Basel nach Waldshut am 30. Oktober 1856 in Betrieb genommen. Die Tunnelportale sind inzwischen Kulturdenkmäler nach dem Denkmalschutzgesetz von Baden-Württemberg. Das westliche Tunnelportal wurde 2016 saniert.